# تشوجي أكيميتشي

شعار عائلة أكيميتشي

مخطط القوى عند تشوجي

تشوجي أكيميتشي (باليابانية: 秋道 チョウジ)، هي أحد شخصيات مسلسل الأنمي ناروتو. فتى ضخم البنية يقضي معظم وقته في الطعام أو التفكير في الطعام. وهو غير متحمس القتال والطريقة الوحيدة لحمله على القتال أو المساعدة بالطعام. ولكن عندما يناديه أحد بالممتلئ أو بالسمين فإنه لن يتراجع عن قتاله مهما كانت الأسباب. تشوجي يعرف عدة من تقنيات القتال القوية كتقنية مضاعفة الحجم وتقنية الرصاصة الإنسانية. كما يثبت تشوجي نفسه في كافة أنحاء المسلسل على أنه شخص عطوف وصديق جيد ولطيف.